# 查谟和克什米尔 (中央直辖区)
查谟和克什米尔（英语：Jammu and Kashmir，J&K）是一個位於印度北部的聯邦屬地，分为查谟和克什米尔山谷两个专区，為印度控制的克什米爾的一部分。该地南面与旁遮普和喜马偕尔邦接壤，东北部与拉達克相连，西北部与巴基斯坦控制的阿扎德查谟和克什米尔接邻。该地区面积42,241km²，人口12,258,433，最大城市和夏季首府是斯利那加，冬季首府是查谟。
建立查谟和克什米尔聯邦屬地的規定包含在《2019年查谟和克什米尔重組法》中，該法於2019年8月由印度议会兩院通過。該法重新組成了昔日查谟和克什米尔邦。從2019年10月31日起，查謨和喀什米爾邦分割成查謨和喀什米爾聯邦屬地和拉達克聯邦屬地。查謨和喀什米爾具有立法權限。

## 詞源
查谟和克什米爾以其所涵蓋的兩個地區命名-查谟地區和克什米爾山谷。
巴基斯坦政府和消息人士稱查謨和喀什米爾為“印度佔領的克什米爾”（“IOK”）或「印度控制的克什米爾」（IHK）的一部分；

## 歷史
前身查謨和克什米爾邦曾被印度憲法第370條賦予特殊地位。與其他印度邦相比，過去查謨和克什米爾邦擁有自己的憲法、旗幟和行政自治權。

### 聯邦屬地
現今查謨和克什米爾有兩個不同的區域：印度教徒佔多數的查謨地區、穆斯林占多數的克什米爾山谷。
2019年8月5日，印度联邦政府宣佈廢除《印度宪法》第370条，收回原查谟和克什米尔邦特殊自治權。根据翌日在联邦院和人民院获得通过的《查谟和克什米尔邦重组法》，查谟和克什米尔邦将分割成查谟和克什米尔中央直辖区和拉达克中央直辖区，该法自2019年10月31日起生效並成立「查谟和克什米尔中央直辖区」，引發當地人强烈不滿並引發2019年喀什米爾示威。
2023年12月12日，印度最高法院裁定政府撤销第370条的決定合法，並下令當地最晚須在明年9月30日舉行地方選舉。法院認為，憲法第370條是因應當時戰爭狀態而有的一項暫時安排，在印度與巴基斯坦爆發戰爭後給予查謨與喀什米爾特殊地位的條文，屬可被撤銷的暫時條文。

2019年重组后的查谟和克什米尔中央直辖区

## 政治
查謨和克什米爾聯邦屬地將根據印度憲法第239條進行治理。最初為本地治里聯邦屬地製定的第239條A款也適用於查謨和克什米爾。
立法部門將是由107至114名成員組成的立法議會，任期五年。立法議會可以針對邦事务列表上的任何事項製定法律，除了「公共秩序」和「警察」，这两项由联邦政府保留。
在印度總統任命一名副州長為該中央直轄區最高階行政長官。該聯邦屬地有5個眾議院席位。
由州長任命的由立法會議長任命的由首席部長領導的部長會議。他們的職責是就立法機關管轄範圍內的事務行使職能向副總督提供諮詢。在其他事務中，副州長有權以自己的身份行事。副州長還有權頒布與立法議會的法案具有同等效力的法令。
中央直辖区仍然由查谟和克什米尔高等法院管轄，後者還將作為拉達克的高等法院。現有的查谟和克什米尔警察繼續提供警察服務。
查谟和克什米尔立法議會選舉將在新選區邊界實施之後舉行，新選區邊界預計將於2021年完成。

### 印度選區
查谟和克什米尔將有五名議員到印度議會於下議院，四名成員上議院。

## 行政區域
| 區域         | 名稱           | 行政中心     | 面積 (km²) | 人口 2001 數據 | 人口 2011 數據 |
| ------------ | -------------- | ------------ | ---------- | -------------- | -------------- |
| 查謨         | 卡圖瓦縣       | 卡圖阿       | 2,651      | 550,084        | 615,711        |
| 查謨         | 查謨縣         | 查謨         | 3,097      | 1,343,756      | 1,526,406      |
| 查謨         | 桑巴縣         | 薩姆巴       | 904        | 245,016        | 318,611        |
| 查謨         | 烏德漢普爾縣   | 乌达姆普尔   | 4,550      | 475,068        | 555,357        |
| 查謨         | 雷阿西縣       | 雷阿西       | 1,719      | 268,441        | 314,714        |
| 查謨         | 拉朱里縣       | 拉乔里       | 2,630      | 483,284        | 619,266        |
| 查謨         | 旁切縣         | 普恩楚       | 1,674      | 372,613        | 476,820        |
| 查謨         | 多達縣         | 多达         | 11,691     | 320,256        | 409,576        |
| 查謨         | 拉姆班縣       | 拉姆班       | 1,329      | 180,830        | 283,313        |
| 查謨         | 基什瓦縣       | 基斯赫特瓦尔 | 1,644      | 190,843        | 231,037        |
| 查謨         | 分區總計       | 查謨         | 26,293     | 4,430,191      | 5,350,811      |
| 克什米爾河谷 | 安南塔那加縣   | 阿纳恩特纳格 | 3,984      | 734,549        | 1,069,749      |
| 克什米爾河谷 | 庫爾加姆縣     | 庫爾加姆     | 1,067      | 437,885        | 423,181        |
| 克什米爾河谷 | 普爾瓦馬縣     | 普爾瓦馬     | 1,398      | 441,275        | 570,060        |
| 克什米爾河谷 | 紹皮恩縣       | 斯胡皮延     | 612.87     | 211,332        | 265,960        |
| 克什米爾河谷 | 巴德加姆縣     | 巴德加姆     | 1,371      | 629,309        | 755,331        |
| 克什米爾河谷 | 斯利那加縣     | 斯利那加     | 2,228      | 990,548        | 1,250,173      |
| 克什米爾河谷 | 加恩德爾巴爾縣 | 加恩德爾巴爾 | 259        | 211,899        | 297,003        |
| 克什米爾河谷 | 班迪波拉縣     | 巴恩迪波雷   | 398        | 316,436        | 385,099        |
| 克什米爾河谷 | 巴拉穆拉縣     | 巴拉穆拉     | 4,588      | 853,344        | 1,015,503      |
| 克什米爾河谷 | 庫普瓦拉縣     | 庫普瓦拉     | 2,379      | 650,393        | 875,564        |
| 克什米爾河谷 | 分區總計       | 斯利那加     | 15,948     | 5,476,970      | 6,907,622      |

查謨和喀什米爾邦由兩個部分組成：查謨、喀什米爾，又分為20個區。基斯赫特瓦爾、拉姆班、雷阿西、桑巴、班迪波拉、加恩德爾巴爾、庫爾加姆和紹皮恩是在2008年成立的地區，他們的區域包括與那些從他們所形成的區。